# Powiat de Białystok
Le powiat de Białystok (en polonais powiat białostocki) est un powiat appartenant à la voïvodie de Podlachie dans le nord-est de la Pologne.

## Division administrative
Le powiat comprend quinze communes :
- 9 communes urbaines-rurales : Choroszcz, Czarna Białostocka, Łapy, Michałowo, Supraśl, Suraż, Tykocin, Wasilków et Zabłudów ;
- 6 communes rurales : Dobrzyniewo Duże, Gródek, Juchnowiec Kościelny, Poświętne, Turośń Kościelna et Zawady.

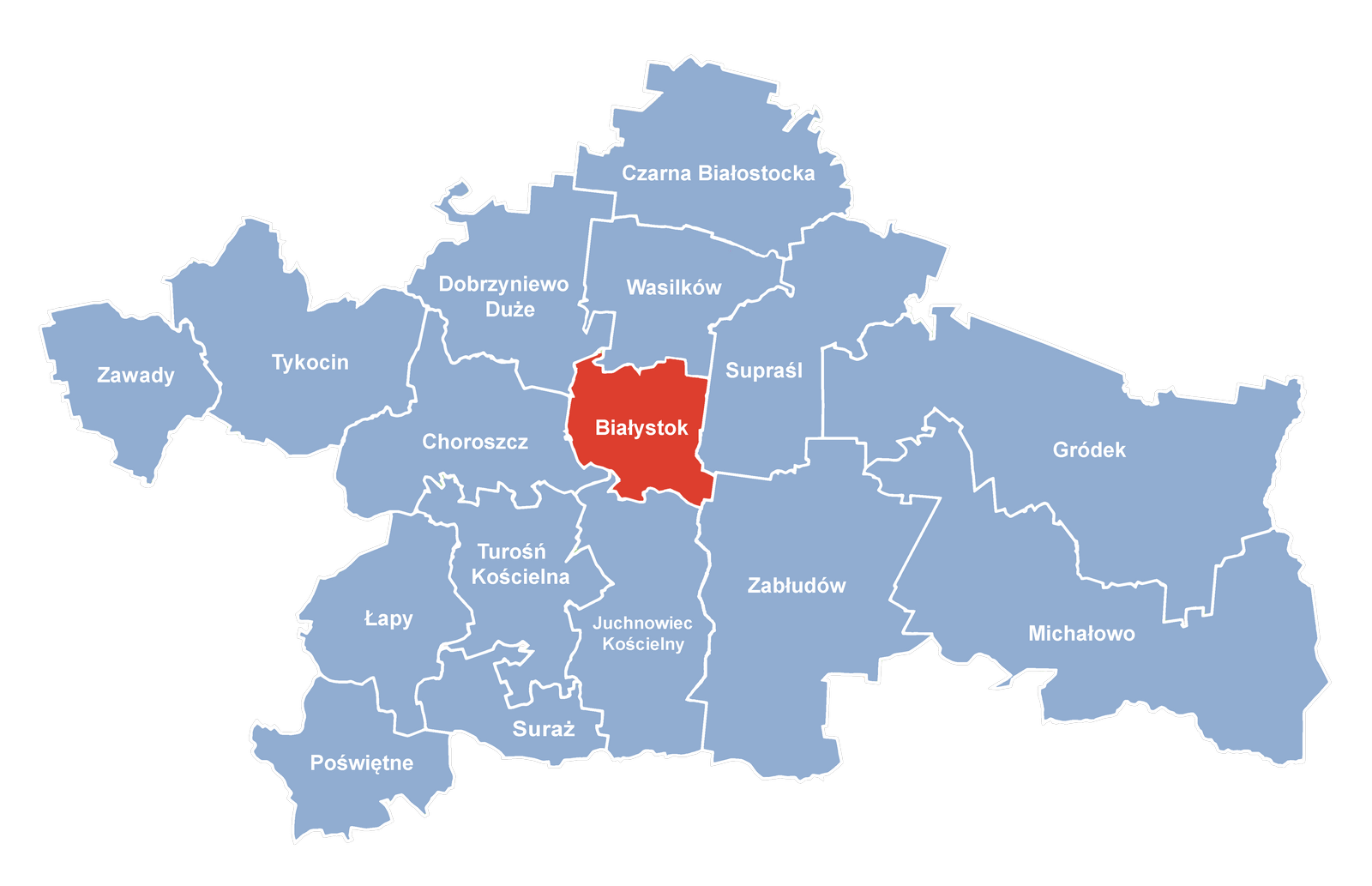
Carte du powiat.

Dans la commune rurale de Gródek, le biélorusse est reconnu comme langue minoritaire.